# جاکوب شیکاندر

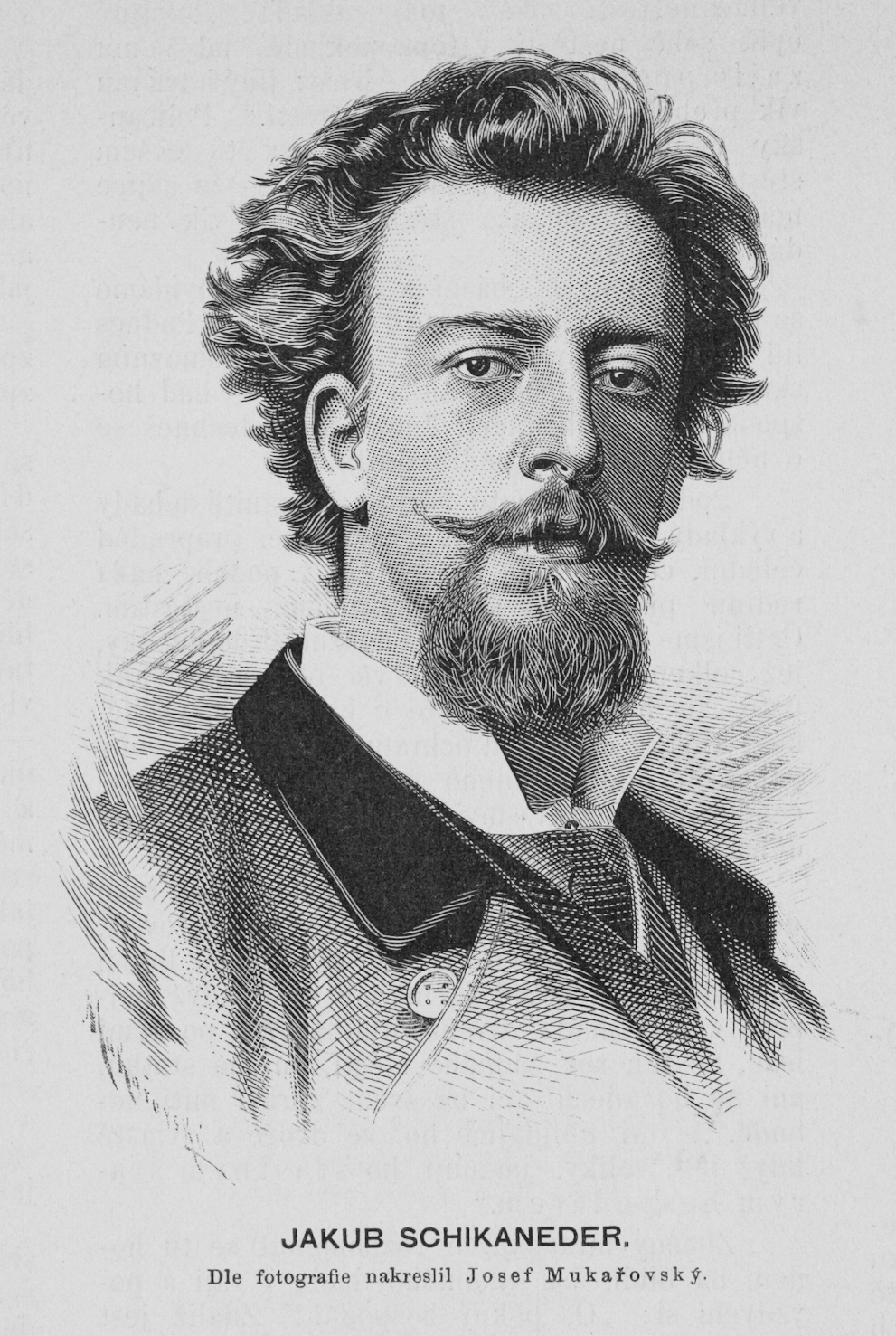
جاکوب شیکاندر.

جاکوب شیکاندر (تولد ۲۷ فوریه ۱۸۵۵ در پراگ – درگذشت ۱۵ نوامبر ۱۹۲۴ در پراگ) یک نقاش بوهمین بود.

## زندگی‌نامه
وی از خانواده‌ای متوسط متولد شد، پدرش کارمند گمرک آلمان بود.
علیرغم زمینه ضعیف خانواده، او توانست مطالعات خود را در زمینه هنر دنبال کند، استعداد او بخشی از لطف خانواده‌اش نسبت به هنر است.
یکی از اجداد اوربان شیکاندر، برادر بزرگتر لیبرتیما امانوئل شیکاندر بود.
پس از اتمام تحصیلاتش در پراگ و مونیخ (۱۸۷۹)، شیکاندر، همراه با امانوئل کورسنک لیسکا، در تهیه جعبه سلطنتی در تئاتر ملی در پراگ شرکت داشت. با این حال، این اثر در سال ۱۸۸۱ به آتش کشانده شد.
بعد از کارش در تئاتر ملی، شیکاندر با سفر به اروپا، به آلمان، انگلستان، اسکاتلند، هلند، سوئیس، ایتالیا و فرانسه سفر کرد. از سال ۱۸۹۱ تا ۱۹۲۳ در کالج هنر پراگ تحصیل کرد. شیکاندر در میان کسانی که مدرسه مونیخ در پایان قرن نوزدهم را تحسین می‌کردند شمرده می‌شود.
او در سال ۱۹۲۴ درگذشت و در گورستان وینورادی در پراگ دفن شد.
فضای آثار جیکوب شیکاندر بیشتر حالت وهم آلود و غم‌بار داشته‌است و به جرات می‌توان گفت این هنرمند قدرت بالایی در نمایش این سبک را داشته است.

## نگارخانه

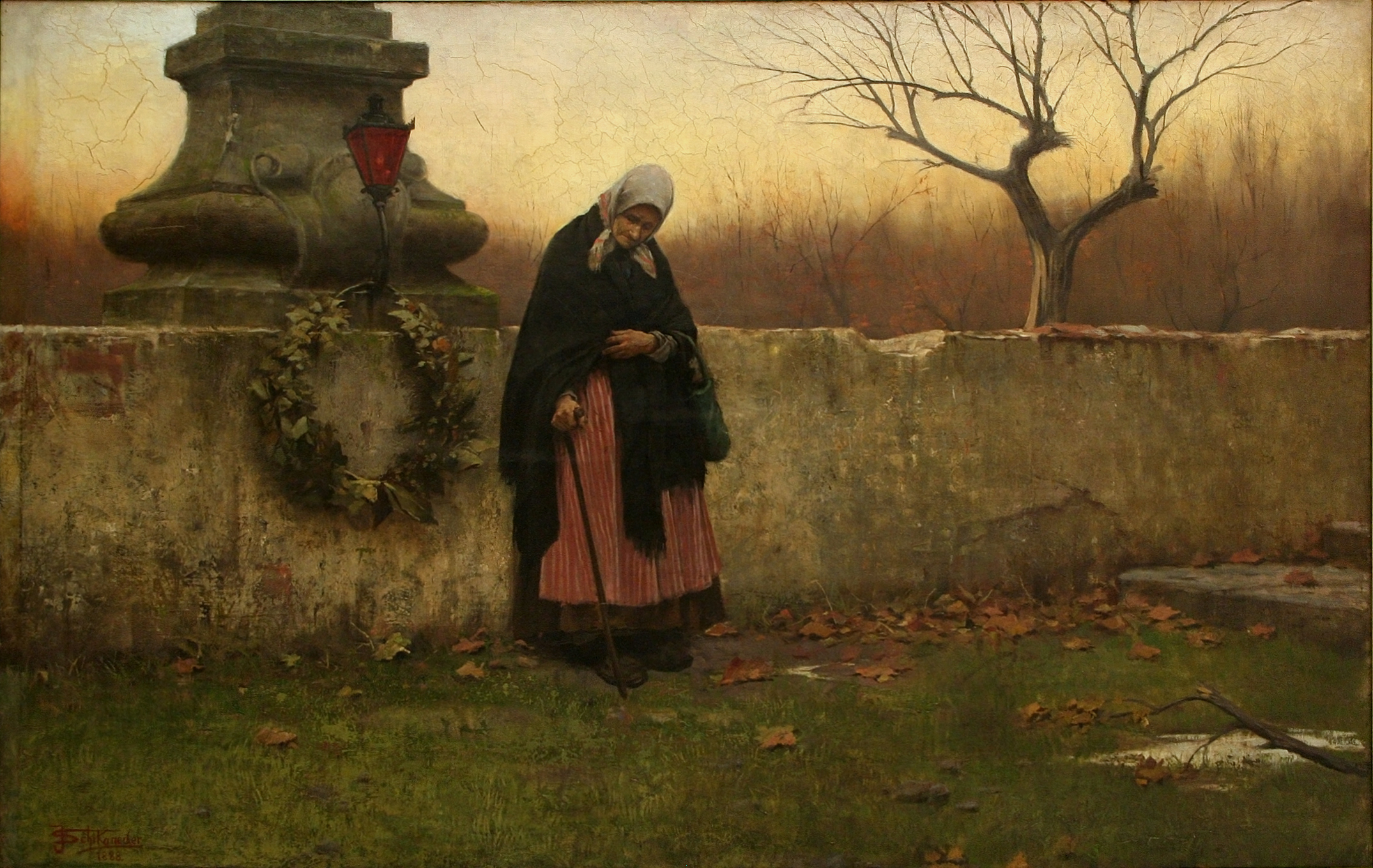
تابلوی تمام روز در انتظار روح عزیز از دست رفته، ۱۸۸۸
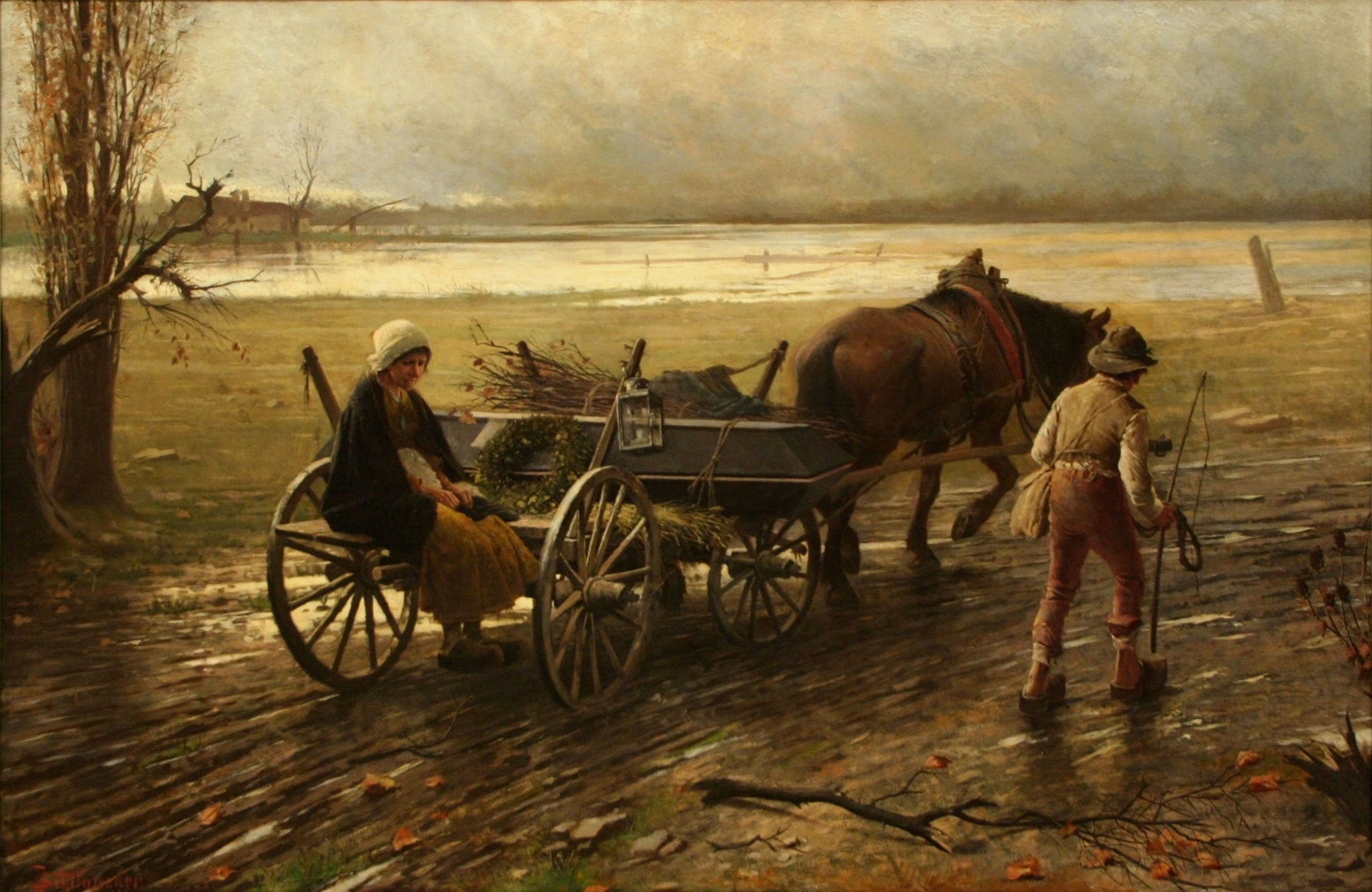
قتل خانگی
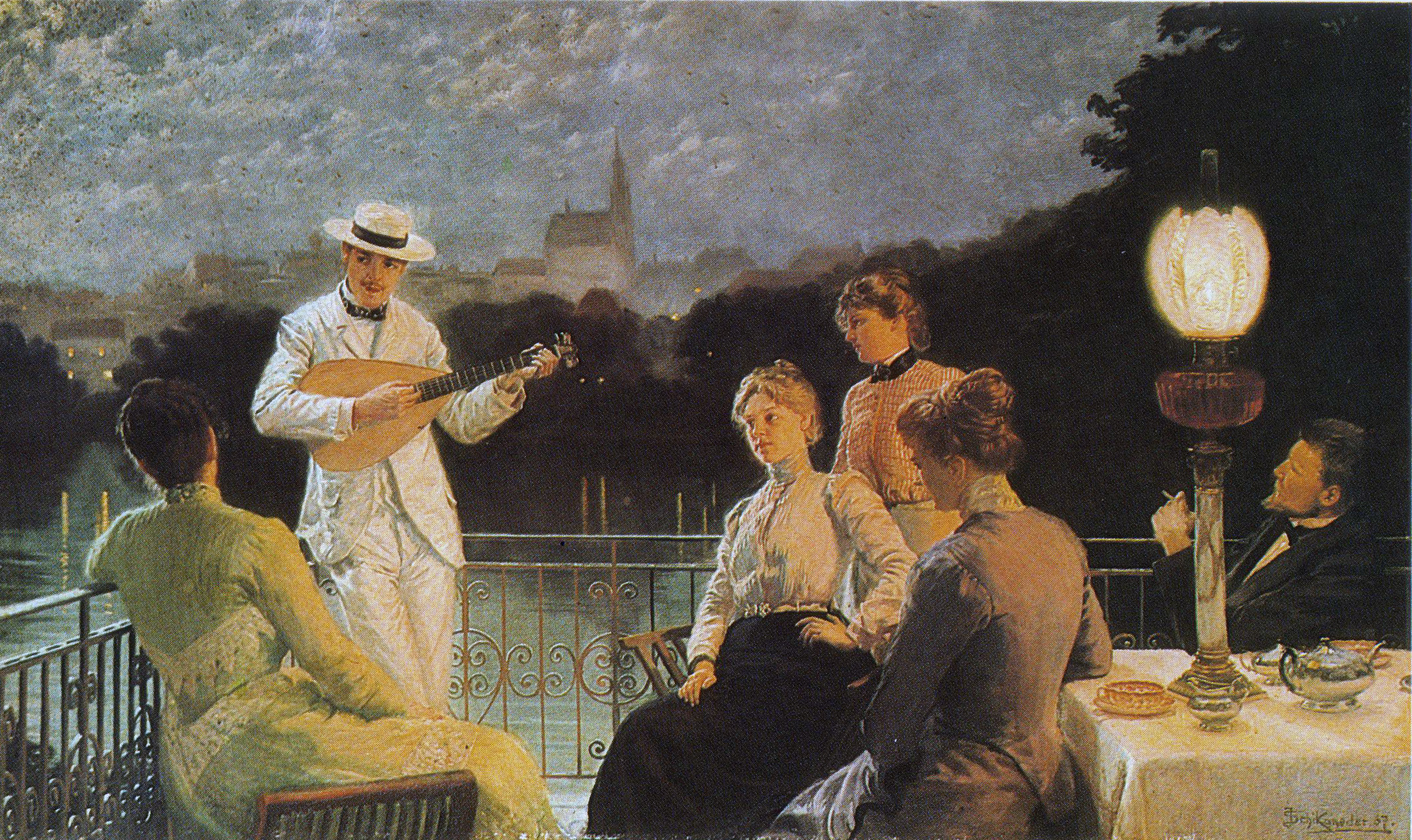
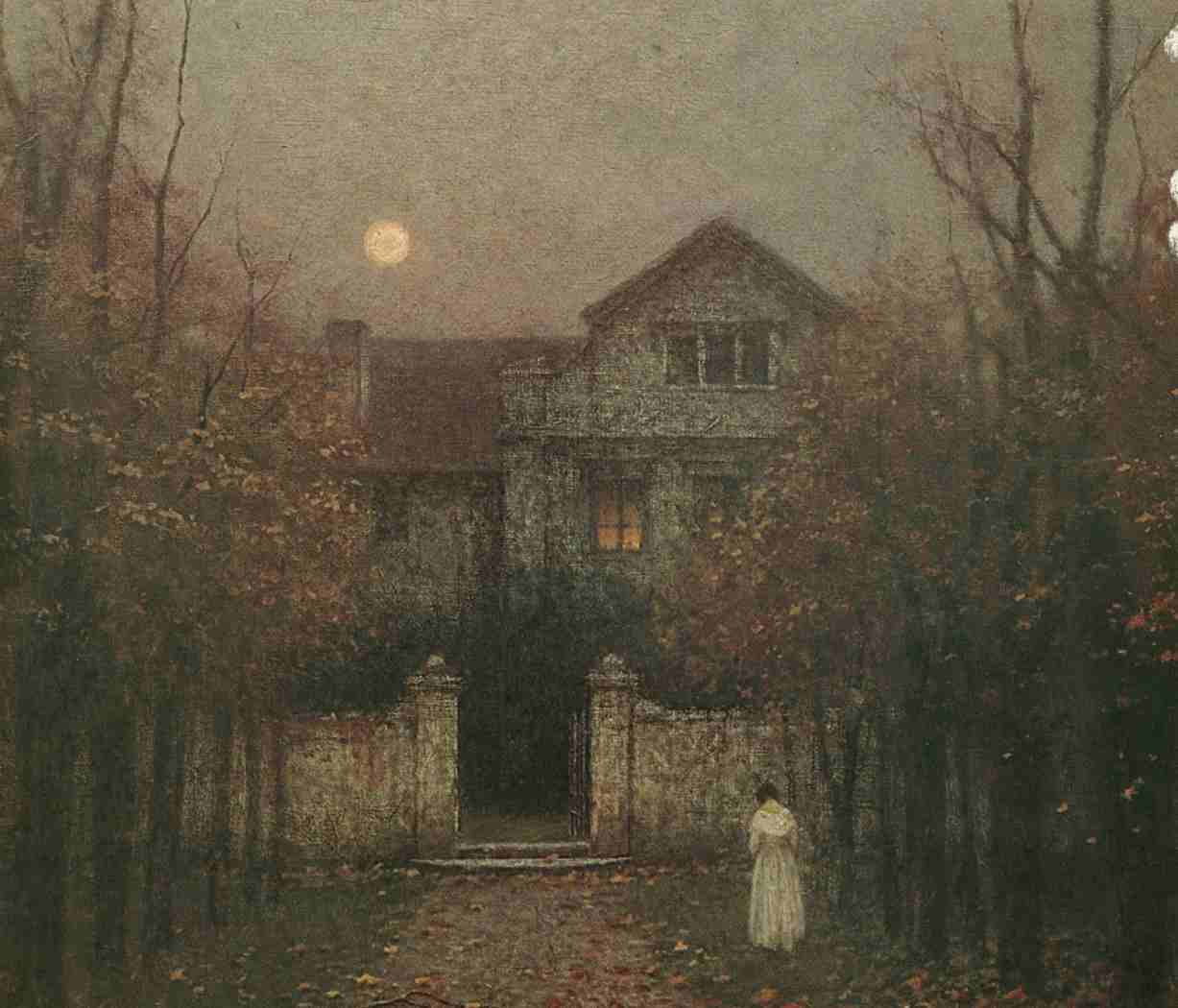
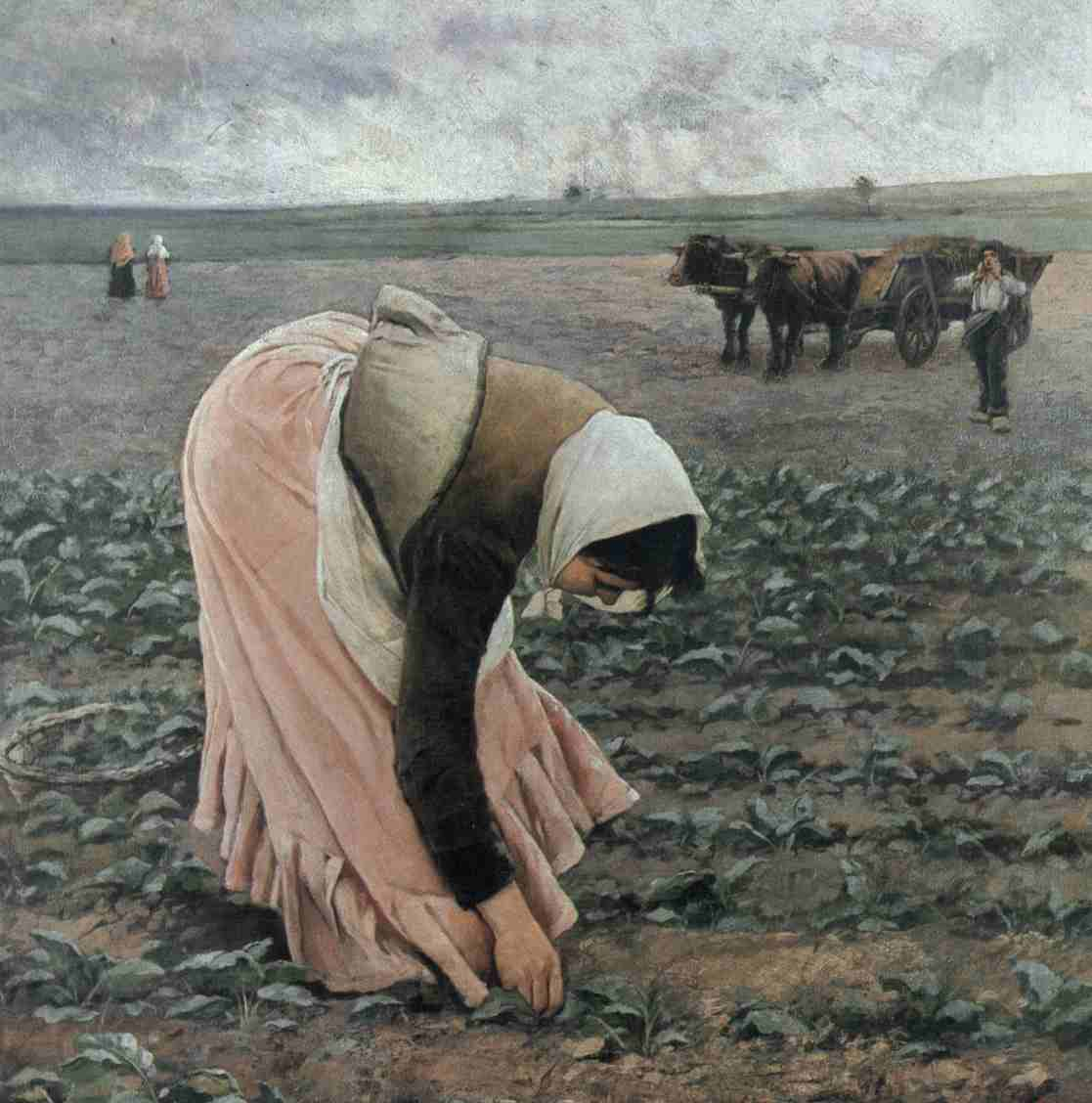
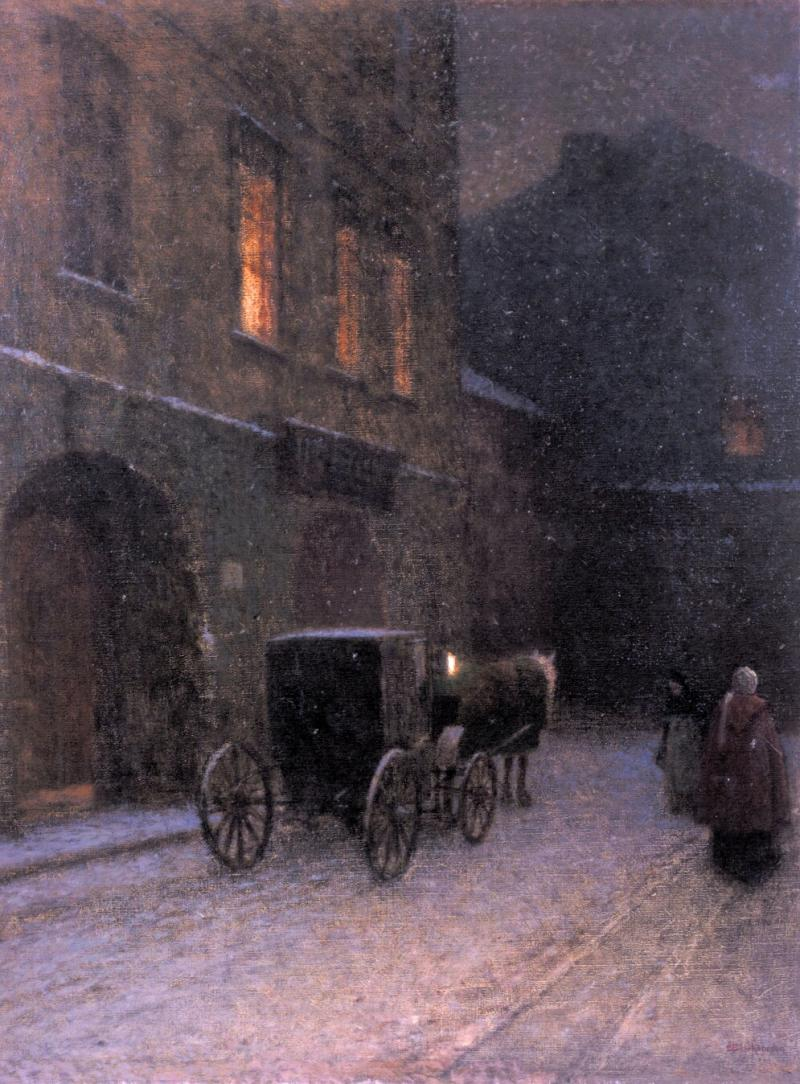
۱۸۹۰ م.
گالری ملی پراگ